# Márcia Vieira
Márcia Lima Vieira Pernoncini (ur. 16 kwietnia 1982) – brazylijska judoczka.
Uczestniczka mistrzostw świata w 2005. Startowała w Pucharze Świata w 2007. Wygrała igrzyska Ameryki Południowej w 2006. Srebrna medalistka mistrzostw panamerykańskich w 2005 roku. 